# Pseudobissetia hypenalis
Pseudobissetia hypenalis är en fjärilsart som beskrevs av Hans Rebel 1910. Pseudobissetia hypenalis ingår i släktet Pseudobissetia och familjen Crambidae. Inga underarter finns listade i Catalogue of Life.